# مردانی که بر دم ببر گام می‌نهند
مردانی که بر دم ببر گام می‌نهند (به انگلیسی: The Men Who Tread on the Tiger's)، (به ژاپنی: 虎の尾を 踏む男達) چهارمین فیلم آکیرا کوروساوا است. از قدیمی‌ترین فیلم‌های ژاپن محسوب شده و بر اساس کابوکیِ کانجینچو و راجع به مردان سامورایی می‌باشد. داستان فیلم درباره نبرد خاندان هیکه علیه خاندان میناموتو در سال ۱۱۸۵ است. در این فیلم دنجیرو اوکوچی نقش شخصیت تاریخ بنکی (۱۱۵۵–۱۱۸۹) را ایفا می‌کند.

## مشخصات
- رنگ: سیاه و سفید